# Drunella spinifera
Drunella spinifera är en dagsländeart som först beskrevs av James George Needham 1927.  Drunella spinifera ingår i släktet Drunella och familjen mossdagsländor. Inga underarter finns listade i Catalogue of Life.